# Je n'aime que toi...
Je n'aime que toi... è un film del 1949 diretto da Pierre Montazel.